# Zarbeling
Zarbeling település Franciaországban, Moselle megyében. Lakosainak száma 67 fő (2022. január 1.). Zarbeling Conthil, Lidrezing, Rodalbe és Wuisse községekkel határos.

## Népesség
A település népessége az elmúlt években az alábbi módon változott:
| Lakosok száma | 64   | 59   | 60   | 58   | 61   | 63   | 66   | 67   | 67   |
|               | 2013 | 2015 | 2016 | 2017 | 2018 | 2019 | 2020 | 2021 | 2022 |